# 聖凱瑟琳 (密蘇里州)
聖凱瑟琳（英語：St. Catharine）是位於美國密蘇里州林縣的普查規定居民點。

## 歷史
聖凱瑟琳的郵局於1859年設立，其後於1993年停運。

## 人口
根據2020年美國人口普查的數據，聖凱瑟琳的面積為1.91平方千米，當中陸地面積為1.90平方千米，而水域面積為0.01平方千米。當地共有人口78人，而人口密度為每平方千米40.84人。